# Souvrství Judith River

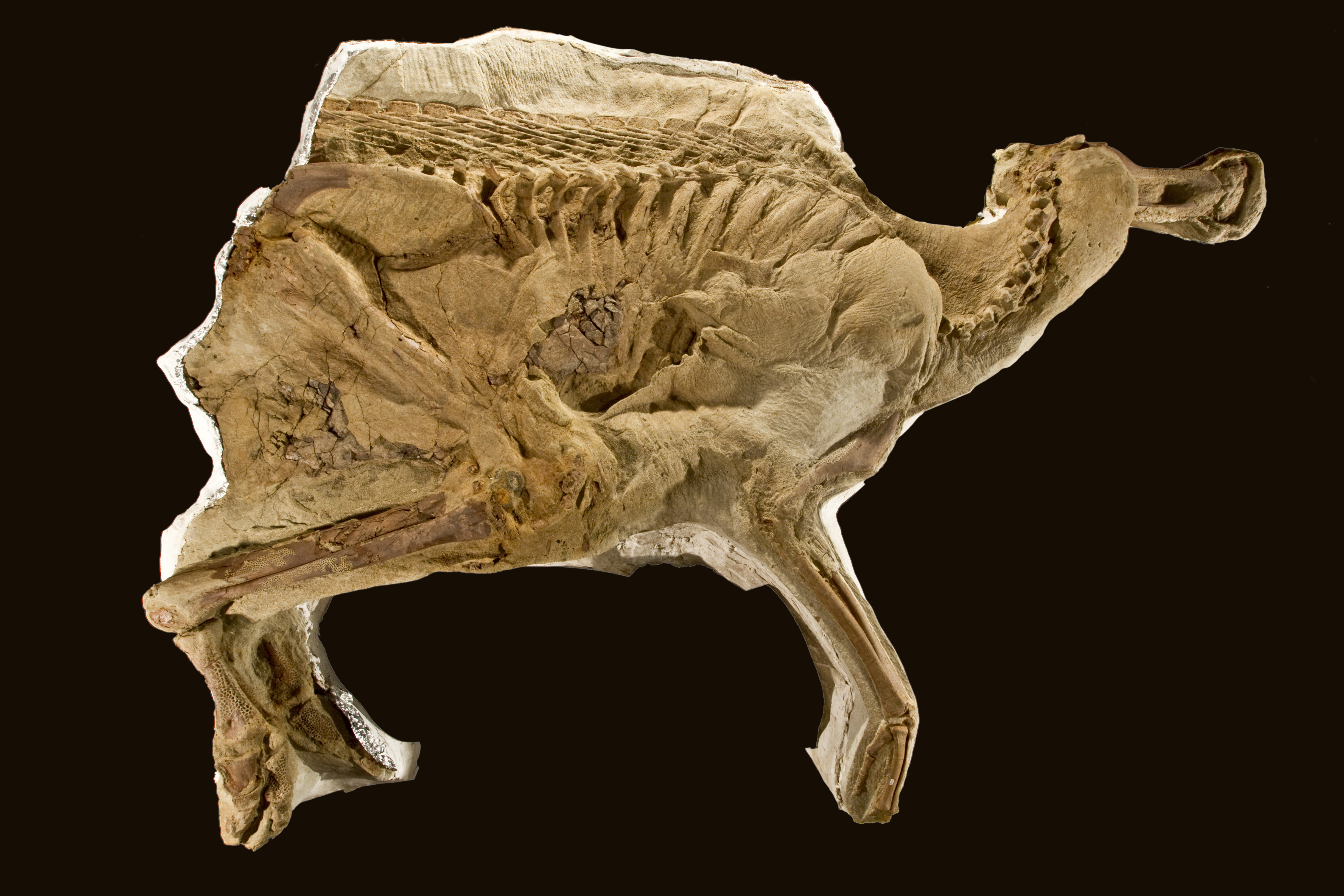
Leonardo, mumie brachylofosaura

Judith River („Juditina řeka“) je název geologického souvrství z období pozdní křídy (geologický věk kampán, asi před 80 až 75 miliony let), jehož výchozy se nacházejí na území severní Montany v USA.

## Charakteristika
Je součástí tzv. Skupiny Judith River (Judith River Group) a název dostalo podle řeky Judith River, která oblastí s nejlépe exponovanými sedimenty protéká. Mezi nejvýznamnější paleontologické objevy v tomto souvrství patří fosilie četných dinosaurů, od nichž z těchto vrstev známe více než 20 rodů. Dále zde byly objeveny také zkameněliny obojživelníků, ryb a nedinosauřích plazů (choristodeři, želvy, krokodýli a ještěři).
Podobná jsou geologická souvrství Two Medicine, Horseshoe Canyon, Scollard nebo Hell Creek.

## Rody dinosaurů objevených v tomto souvrství

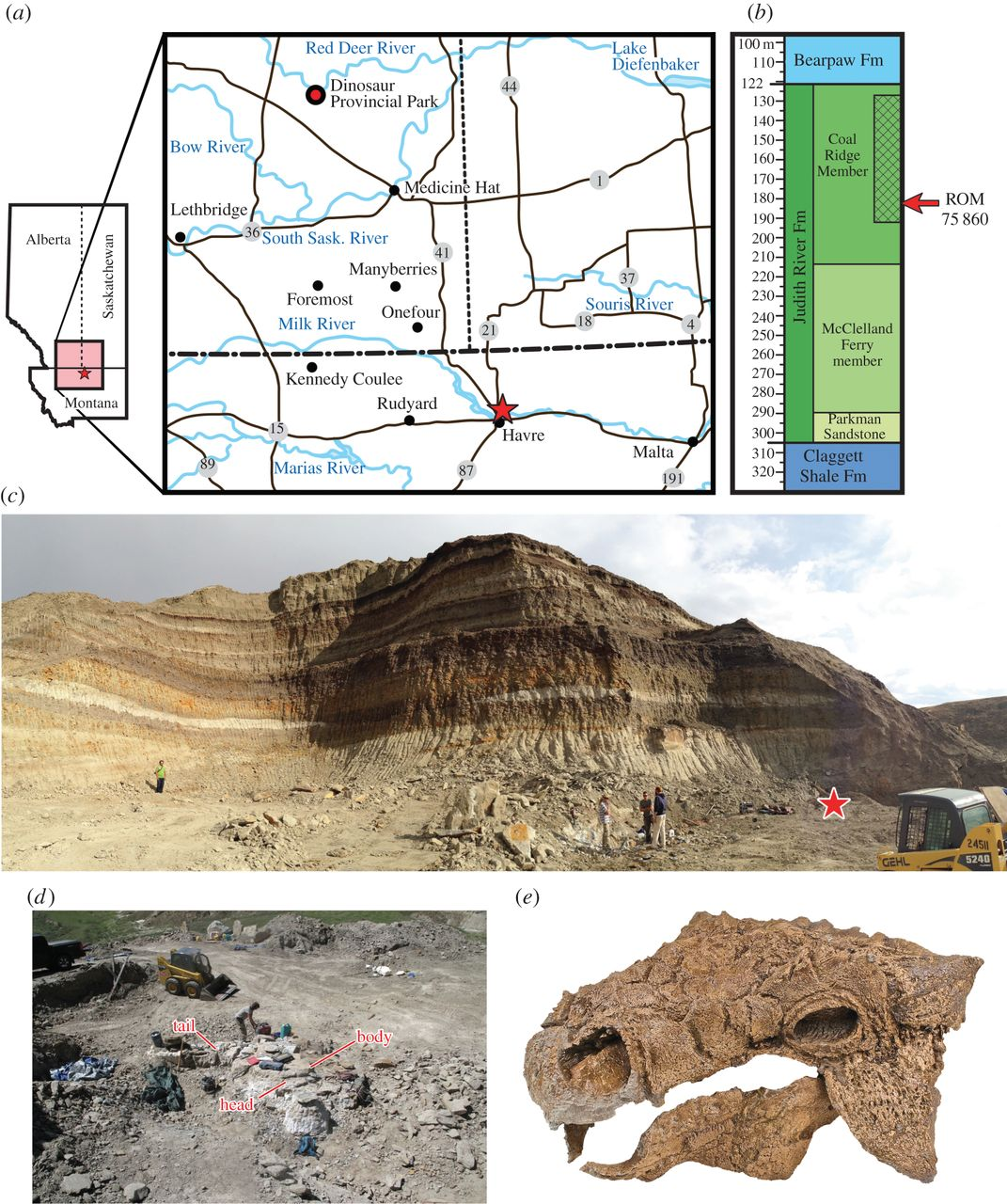
Lokalita objevu ankylosaurida rodu Zuul.

- Albertaceratops
- Aublysodon?
- Avaceratops
- Brachylophosaurus
- Corythosaurus[3]
- Deinodon?
- Dromaeosaurus?
- Dysganus?
- Hadrosaurus? (Lambeosaurus)
- Hesperornis („prapták“)
- Judiceratops
- Lokiceratops
- Medusaceratops
- Mercuriceratops
- Monoclonius?
- Ornithomimus?
- Palaeoscincus?
- Paronychodon?
- Probrachylophosaurus
- Pteropelyx?
- Saurornitholestes[4]
- Spiclypeus
- Trachodon?
- Troodon?
- Tyrannosaurus sp.?[5]
- Zapsalis
- Zuul